# Manteca (Califòrnia)
Manteca és una població dels Estats Units a l'estat de Califòrnia. Segons el cens del 2009 tenia 66.451 habitants.

## Demografia
Segons el cens del 2000, Manteca tenia 49.258 habitants, 16.368 habitatges, i 12.488 famílies. La densitat de població era de 1.195,4 habitants/km².
Dels 16.368 habitatges en un 43,3% hi vivien nens de menys de 18 anys, en un 57,2% hi vivien parelles casades, en un 13% dones solteres, i en un 23,7% no eren unitats familiars. En el 18,6% dels habitatges hi vivien persones soles el 7,1% de les quals corresponia a persones de 65 anys o més que vivien soles. El nombre mitjà de persones vivint en cada habitatge era de 2,98 i el nombre mitjà de persones que vivien en cada família era de 3,39.
Per edats la població es repartia de la següent manera: un 31,6% tenia menys de 18 anys, un 8,8% entre 18 i 24, un 30,5% entre 25 i 44, un 19,8% de 45 a 60 i un 9,3% 65 anys o més.
L'edat mediana era de 32 anys. Per cada 100 dones de 18 o més anys hi havia 92,9 homes.
La renda mediana per habitatge era de 46.677 $ i la renda mediana per família de 51.587 $. Els homes tenien una renda mediana de 43.283 $ mentre que les dones 27.772 $. La renda per capita de la població era de 18.241 $. Entorn del 7,2% de les famílies i el 9,7% de la població estaven per davall del llindar de pobresa.

## Poblacions més properes
El següent diagrama mostra les poblacions més properes.